# Norrlandsförbundet
Norrlandsförbundet är en politiskt obunden intresseorganisation som grundades 1952 med syftet att sprida upplysning om norrländska förhållanden och främja Norrlands ekonomiska, kulturella och sociala utveckling.

## Verksamhet
Norrlandsförbundet driver frågor som rör Norrlands utveckling exempelvis inom näringsliv, högre utbildning, infrastruktur, kultur, tillväxt och arbetsmarknad. Som medlemmar i förbundet finns såväl privatpersoner som företag och organisationer, till exempel kommuner och landsting, alla med ett gemensamt intresse av att belysa Norrlands värde och möjligheter.
Under 1950-talet var en stor del av Norrlandsförbundets verksamhet inriktad mot att definiera och formulera en norrländsk identitet . 
Förbundet utgav åren 1952–2006 Norrländsk tidskrift. Som ett led att utveckla och projicera bilden av Norrland publicerade Norrländsk Tidskrift under perioden 1955–1960 en artikelserie på temat "Vad är Norrland?" Artikelserien bestod av 18 artiklar skrivna av akademiker med Norrland som specialområde. De innehöll etnografiska, kulturella och geografiska resonemang som syftade till att fastställa den norrländska kulturella och geografiska identiteten.
Som en del av verksamheten ges idag medlemsbladet Norrsken ut tre till fyra gånger per år 
2010 hade Norrlandsförbundet cirka 5 000 medlemmar.

## Priser och utmärkelser
Norrlandsförbundet delar ut två årliga priser:
- Norrlandsbjörnen, som sedan 1953 utdelas för "särskilda insatser inom samhälls- och näringsliv".
- Olof Högbergplaketten, som sedan 1955 utdelas för "framstående kulturell gärning". Plaketten är namngiven efter norrlandsförfattaren Olof Högberg.